# アパッチ (1954年の映画)
『アパッチ』（Apache）は、1954年のアメリカ合衆国の映画。ロバート・アルドリッチ監督の作品で、出演はバート・ランカスターなど。
1936年に出版されたポール・ウェルマンの小説「Broncho Apache」に基づいて映画化した作品。 また、本作はアルドリッチ監督にとって初のカラー映画となった。

## キャスト
| 役名     | 俳優                     | 日本語吹替 | 日本語吹替 |
| 役名     | 俳優                     | テレビ版1  | テレビ版2  |
| -------- | ------------------------ | ---------- | ---------- |
| マサイ   | バート・ランカスター     | 久松保夫   | 瑳川哲朗   |
| ナリンリ | ジーン・ピーターズ       | 増山江威子 | 鈴木弘子   |
| アル     | ジョン・マッキンタイア   | 塩見竜介   | 戸浦六宏   |
| ホンド   | チャールズ・ブチンスキー |            | 日高晤郎   |
| ウェドル | ジョン・デナー           | 納谷悟朗   |            |
| サントス | ポール・ギルフォイル     |            |            |

- テレビ版1：初回放送1970年4月18日『土曜映画劇場』

## スタッフ
- 監督：ロバート・アルドリッチ
- 製作：ハロルド・ヘクト
- 原作：ポール・I・ウェルマン
- 脚本：ジェームズ・R・ウェッブ
- 撮影：アーネスト・ラズロ
- 音楽：デイヴィッド・ラクシン